# Семонід
Семонід — давньогрецький ямбічний поет, що жив у VII столітті до н. е. Мав прізвисько «Аморгський».

## Життєпис
Щодо родини та особливостей життя Семоніда мало відомостей. Він був молодшим сучасником Архілоха. Родом з острова Самос, дотримувався демократичних поглядів. Коли владу на острові захопили аристократи, Семонід зібрав групу самосців і відплив на острів Аморгос (Кіклади), де заснував колонію і прожив усе життя.

## Творчість
Семонід писав елегії і ямби, до нас дійшли лише уривки ямбічних творів. Більшість віршів Семоніда були переспівом уже відомих тем: залежність людини від богів, людина і невідома їй доля, надія на богів, сподівання щастя і швидкоплинність людського життя з його хворобами, нещастями та старістю. Семонід зовсім не торкається соціально-політичних проблем, закликаючи користуватися благами та насолодами, поки людина ще жива:
Дійшла до нас повністю ямбічна поема Семоніда «Про жінок», де поет розповідає про 10 жіночих типів-характерів, які походять од різних тварин чи стихій. Класифікація його відповідно до походження жінок така: від свині — вони брудні й неохайні, більше сидять, «нагулюючи жир»; від лисиці — хитрі й розумні, здатні «до добра і зла», мають мінливий і суперечливий характер; від собаки — жінки-пронози втручаються не в свої справи, зводять плітки, лихословлять і кричать; зроблені з грудок землі (натяк на Пандору) — зовсім дурні, не можуть відрізнити добро від зла; з морської хвилі — вередливі, свавільні, з різкими змінами настрою; від осла — над усе люблять їсти і легко зраджують чоловікові; від ласки — не мають вроди й чарівності, злодійкуваті й похітливі; від коня — страшенно ледачі, люблять лише прикраси; від мавпи — найгірші для чоловіка, з потворним обличчям, хитрі пройди, які не чинять ні добра, ні зла; від бджоли — єдині жінки, що стають даром божим для чоловіків. Свої думки з приводу жінок Семонід заківнчує усе ж «антижіцночою» сентенцією:
Загалом твори за своїм змістом близькі до поезії Гесіода.

## Твори
- «Про жінок»
- «Дитино, слухай…»